# Muhara
Muhara, muhor, zmijska gljiva, bjesnjača ili omorka  (lat. Amanita muscaria) otrovna je gljiva iz porodice Amanitaceae.

## Opis
- Klobuk muhare je mesnat, širok od 5 do 20 centimetara, redovito crvene boje s primjesom žute; pokriven je bijelim bradavičastim ostacima ovoja koji se prilično lako skidaju; za kišnih dana mogu se potpuno isplahnuti; rub klobuka je lagano ucrtan.
- Listići su bijeli, prilično gusti, s kraćima pomiješani, široki do 1 centimetar, na oba kraja suženi.
- Stručak je cilindričan, bijel, najprije pun, zatim šupalj; dno stručka je prilično odebljano s koncentrično smještenim bradavičastim ostacima ovoja; na gornjem dijelu narebran rukavac bijele boje.
- Meso je bijelo, ispod kožice klobuka žućkastonarančasto, miris neodređen.
- Spore su eliptične, bijele, 12 x 7 μm.

## Kemijske reakcije
U dodiru sa sumpornom kiselinom H2SO4 meso se oboji svijetlosmeđe, s fenolom postane crveno poput vina, a s fenolanilinom najprije postane vinskocrveno, zatim ljubičasto.

## Stanište
Raste od ljeta do kraja jeseni (tada je i najčešća) u hrastovim i bukovim te crnogoričnim šumama. Raste u Europi, Americi i Africi od lipnja do kasne jeseni u brezovim, ali i mješovitim šumama, na sunčanim proplancima.

## Upotrebljivost
Muhara je otrovna, sadrži muskarin, iboteničnu kiselinu, muscimol i muskazon. U nekim krajevima je ljudi jedu. Svakako treba oguliti kožicu koja sadrži najviše muskarina; zatim se gljiva prokuha, odlije se voda i nakon toga dugo drži nasoljenom. Na taj je način pripremaju u istočnoj Europi i u nekim krajevima Italije. Međutim, zar je potrebno toliko posla i eksperimentiranja kada u isto vrijeme ima mnogo jestivih gljiva. Pravilo važi za mlađe primjerke, jer kod starijih gljiva otrov prelazi u meso. Konzumacija muhare karakteristična je za šamanističke obrede, osobito u Sibiru.

### Otrovnost
Plodno tijelo gljive sadrži niz toksičnih spojeva, od kojih neki imaju psihotropni učinak.
Ibotenska kiselina dekarboksilira se u muscimol tijekom procesa sušenja. Iboteninska kiselina i njeni metaboliti – muscimol djeluju kao psihotomimetici. Iboteninska kiselina i muscimol su strukturno slični i slični su strukturi dvama važnim posrednicima središnjeg živčanog sustava: glutaminskoj kiselini i gama amino maslačnoj kiselini. Iboteninska kiselina je neurotoksična i uzrokuje smrt stanica mozga.
Muskarin, izdvojen prvi put još 1869., dugo se smatrao aktivnom psihotropnom supstancom muhare, sve do sredine 20. stoljeća. Britanski istraživači, kao i skupine iz Japana i Švicarske dokazali su da psihotropne učinke gljive uzrokuju uglavnom ibotenska kiselina i muscimol.  Muskarin, djeluje kao acetilkolin, stimulira M-kolinergičke receptore, uzrokuje vazodilataciju i smanjenje srčanog učinka, a dovoljno velikim unosom u tijelu mogu uzrokovati karakteristični uzorak trovanja, uključujući simptome kao što su mučnina, povraćanje, povećano znojenje i sniženje krvnog tlaka. U teškim slučajevima, pacijenti mogu doživjeti gušenje zbog plućnog edema (miješani vazo i kardiogeni) i grč malih bronha, konvulzije, te u iznimno teškim slučajevima asistola, gubitak svijesti i smrt.
Muscimol – glavna psihoaktivna tvar. Ima sedativno-hipnotički, disocijativni učinak.
Muskazon je produkt razgradnje ibotenske kiseline pod utjecajem ultraljubičastog zračenja (sunčeva svjetlost). Početni sadržaj u plodnom tijelu je mali. Muhara ima blagi psihoaktivni učinak.
Fatalni ishod trovanja gljivom dolazi rijetko, jer svijetla boja olakšava razlikovanje lamela od onih jestivih gljiva, pa je stoga koncentracija toksičnih tvari u slučaju nesretne konzumacije s drugim gljivama mala. Smrtonosna doza muhare za muškarca je oko 15 klobuka. Budući da je smrtonosna doza muskarina sadržana u nekoliko kilograma gljive, muskarin ne igra glavnu ulogu u fatalnom ishodu (15 klobuka ne teže 2 ili 4 kilograma).

## Sličnosti
Muhara se pojavljuje u nekoliko varijeteta. Amanita aureola Kalc. je crvenije boje i bez bradavičastih ostataka ovoja. Amanita regalis Fr. raste u sjevernoj Europi i žutosmeđe je boje. S blagvom (lat. Amanita caesarea) je nemoguća zamjena jer blagva ima žućkasto meso, debeli obojak na dnu stručka i klobuk bez bradavičastih ostataka ovoja.

## Ljekovitost i kulturna važnost
Sukladno ruskim izvorima muhara je i ljekovita gljiva. O kulturnom utjecaju muhare pisao je američki autor hrvatskog podrijetla Andrija Puharich.

## Slike
|  |  |  |  |
|  |  |  |  |

## Vanjske poveznice
|  | Zajednički poslužitelj ima još gradiva o temi muhara |
|  | Wikivrste imaju podatke o taksonu muhari             |